# 田原政春
田原 政春（たはら まさはる）は、日本の実業家。元帝人化成(代表)専務取締役。

## 経歴
高千穂高等商業学校第15回(現・高千穂大学)卒業。
帝人に入社。帝人航空、帝人製機を経て1956年久野島化成取締役に就任。
1964年帝人化成常務取締役を経て、1971年(代表)専務取締役に就任した。
その他、久野島化学工業、テイジンレンズの取締役であった。